# 1,3-Dicyclohexylharnstoff
1,3-Dicyclohexylharnstoff ist eine chemische Verbindung aus der Gruppe der Harnstoffderivate.

## Gewinnung und Darstellung
1,3-Dicyclohexylharnstoff kann durch Hydrolyse von Dicyclohexylcarbodiimid gewonnen werden. Die Verbindung entsteht als Nebenprodukt bei Bildung einer Peptidbindung mit Dicyclohexylcarbodiimid oder bei der Pfitzner-Moffatt-Oxidation.
Auch die Darstellung aus Disuccinimidylcarbonat ist möglich. So reagiert N,N′-Disuccinimidylcarbonat mit Aminen über Carbamate weiter zu 1,3-Dicyclohexylharnstoff.

## Eigenschaften
1,3-Dicyclohexylharnstoff ist ein weißes bis gelbliches, kristalles Pulver. Er besitzt eine monokline Kristallstruktur mit der Raumgruppe P2/c (Raumgruppen-Nr. 13). Das Molekül besitzt eine zweifache Symmetrie, wobei die C=O-Gruppe auf einer kristallographischen zweifachen Achse in der Einheitszelle liegt. Die Cyclohexanringe nehmen eine Sesselkonformation an.